# Turner (Familienname)
Turner ist ein ursprünglich berufsbezogener englischer Familienname, der jemanden bezeichnet, der mit einer Drehbank arbeitet, im Sinne eines Drechslers. Es handelt sich ferner um den Familiennamen vieler Salzburger Exulanten.

## Namensträger

### A
- A. Francis Turner (1906–1996), US-amerikanischer Filmtechniker, Physiker und Erfinder
- A. Richard Turner (1932–2011), US-amerikanischer Kunsthistoriker
- A. W. Turner (vor 1920–nach 1926), britischer Fußballtrainer in Deutschland (HSV)
- Aaron Turner (* 1977), amerikanischer Sänger, Musiker, Grafikdesigner und Labelbetreiber
- Aaron Turner (Dartspieler) (* 1980), englischer Dartspieler
- Adair Turner, Baron Turner of Ecchinswell (* 1955), britischer Wirtschaftsmanager, Hochschullehrer und Politiker
- Aidan Turner (* 1983), irischer Film- und Fernsehschauspieler
- Aiden Turner (* 1977), britischer Schauspieler
- Albertus Turner (1667–1739), österreichischer Komponist
- Alan Turner (Sänger) (um 1870–1918), britischer Sänger (Bariton)
- Alan Turner (Paläontologe) (1947–2012), britischer Säugetier-Paläontologe
- Alan Turner (Cricketspieler), (* 1950), australischer Cricketspieler
- Alan H. Turner (Alan Hamilton Turner), US-amerikanischer Paläontologe, Resident Research Associate am American Museum of Natural History, Associate Professor, Stony Brook University
- Alex Turner (Regisseur) (* 1971), US-amerikanischer Regisseur, Drehbuchautor und Produzent
- Alex Turner (Musiker) (* 1986), britischer Musiker
- Alfred Turner (Bildhauer) (1874–1940), britischer Bildhauer
- Alfred Allatson Turner (1826–1895), australischer Entdeckungsreisender französischer Herkunft
- Alfred Jefferis Turner (1861–1947), australischer Kinderarzt und Entomologe
- Amy Turner (Fußballspielerin) (* 1991), englische Fußballspielerin
- Amy Turner (Rugbyspielerin) (* 1984), australische Rugbyspielerin
- Amy Turner (Ruderin), amerikanische Ruderin
- Andre Turner (* 1964), US-amerikanischer Basketballspieler
- Andrew Turner (* 1980), britischer Hürdenläufer
- Angela K. Turner (* 1954), britische Ornithologin
- Angharad James-Turner (* 1994), walisische Fußballspielerin
- Ann Turner Robinson († 1741), englische Sopranistin
- Ariel Turner (* 1991), US-amerikanische Volleyball-Nationalspielerin, siehe Ariel Gebhardt
- Arlin Turner (1909–1980), amerikanischer Literaturwissenschaftler
- Arthur Turner (Fußballspieler, 1909) (1909–1994), englischer Fußballspieler und -trainer
- Arthur Turner (Fußballspieler, 1921) (1921–2019), englischer Fußballspieler

### B
- Barbara Turner (1936–2016), US-amerikanische Drehbuchautorin
- Ben Turner (* 1999), britischer Radrennfahrer
- Benjamin Turner (Gewichtheber) (* 1984), australischer Gewichtheber
- Benjamin Brecknell Turner (1815–1894), englischer Fotograf
- Benjamin S. Turner (1825–1894), US-amerikanischer Politiker
- Big Joe Turner (1911–1985), US-amerikanischer Sänger
- Billie Lee Turner (Botaniker) (1925–2020), US-amerikanischer Botaniker
- Billie Lee Turner II (* 1945), US-amerikanischer Geograph
- Bird Margaret Turner (1877–1962), US-amerikanische Mathematikerin und Hochschullehrerin
- Bob Turner (Fußballspieler, 1877) (Robert Turner; 1877–??), englischer Fußballspieler
- Bob Turner (Fußballspieler, 1885) (Robert Frewen Turner; 1885–1959), englischer Fußballspieler
- Bob Turner (Eishockeyspieler) (Robert George Turner; 1934–2005), kanadischer Eishockeyspieler, -trainer, -scout und -funktionär
- Bob Turner (Politiker) (* 1941), US-amerikanischer Politiker
- Bodi Turner (* 1994), australischer Radrennfahrer
- Bonnie Turner (* 1951), US-amerikanische Drehbuchautorin, siehe Bonnie und Terry Turner
- Brad Turner (Regisseur), kanadischer Regisseur und Filmproduzent
- Brad Turner (Jazzmusiker) (* 1967), kanadischer Jazzmusiker
- Brad Turner (Eishockeyspieler) (* 1968), kanadischer Eishockeyspieler
- Brad Turner (Filmeditor) (* 1979), US-amerikanischer Filmeditor
- Bree Turner (* 1977), US-amerikanische Schauspielerin
- Brian Turner (Footballspieler, 1930) (* 1930), australischer Australian-Football-Spieler
- Brian Turner (Footballspieler, 1933) (* 1933), australischer Australian-Football-Spieler
- Brian Turner (Fußballspieler, 1936) (* 1936), englischer Fußballspieler
- Brian Turner (Cricketspieler) (* 1938), englischer Cricketspieler
- Brian Turner (Dichter, 1944) (* 1944), neuseeländischer Dichter und Feldhockeyspieler
- Brian Turner (Koch) (* 1946), britischer Koch
- Brian Turner (Fußballspieler, 1949) (* 1949), neuseeländischer Fußballspieler
- Brian Turner (Fußballspieler, 1952) (1952–2010), australischer Fußballspieler
- Brian Turner (Dichter, 1967) (* 1967), US-amerikanischer Dichter, Essayist und Hochschullehrer
- Brian Turner (Drehbuchautor) (* 1972), US-amerikanischer Drehbuchautor
- Brian Kevin Turner (* 1964/65), US-amerikanischer Geschäftsmann
- Bryan Turner (Soziologe) (Bryan Stanley Turner; * 1945), britisch-australischer Soziologe
- Bryan Turner (Unternehmer), kanadischer Unternehmer, Mitgründer von Priority Records
- Bryan M. Turner, britischer Genetiker und Hochschullehrer
- Bruce Turner (Musiker) (1922–1993), britischer Jazzmusiker und Bandleader
- Bruce Turner (Hockeyspieler) (1930–2010), neuseeländischer Hockeyspieler
- Bulldog Turner (1919–1998), US-amerikanischer American-Football-Spieler und -Trainer

### C
- C.A.P. Turner (1859–1955), US-amerikanischer Bauingenieur und Konstrukteur
- Callum Turner (* 1990), britischer Filmschauspieler
- Carissa Turner (* 1989), walisische Badmintonspielerin
- Cathie Turner (* 1962), US-amerikanische Shorttrack-Läuferin
- Cecil Turner (* 1944), US-amerikanischer American-Football-Spieler

- Charles Turner junior (1760–1839), US-amerikanischer Politiker
- Charles Turner (Kupferstecher) (1774–1857), britischer Graveur
- Charles Turner (englischer Cricketspieler) (1862–1926), englischer Cricketspieler
- Charles Turner (Kolonialoffizier), britischer Kolonialoffizier
- Charles Turner (Musiker) (1936–2006), US-amerikanischer Jazzmusiker
- Charles Turner (Wasserballspieler) (* 1953), australischer Wasserballspieler
- Charles Turner (Schwimmer), britischer Schwimmer
- Charles E. Turner (1886–1936), US-amerikanischer Politiker
- Charles H. Turner (Maler) (1848–1908), US-amerikanischer Maler
- Charles H. Turner (Politiker) (1861–1913), US-amerikanischer Politiker
- Charles H. Turner (Zoologe) (1867–1923), US-amerikanischer Verhaltensforscher
- Charles H. Turner (Jurist) (* 1936), US-amerikanischer Jurist
- Charles Henry Turner (1867–1923), amerikanischer Verhaltensforscher
- Charlie Turner (Cricketspieler) (1862–1944), australischer Cricketspieler
- Charlie Turner (Fußballspieler) (* 1910), irischer Fußballspieler
- Charlie Turner (Musiker), Gitarrist
- Chester Dewayne Turner (* 1966), US-amerikanischer Serienmörder
- Chip Turner (* 1960), US-amerikanischer Rollstuhltennisspieler
- Chris Turner (Fußballspieler, 1951) (Christopher James Turner; 1951–2015), englischer Fußballspieler und -trainer
- Chris Turner (Fußballspieler, 1958) (Christopher Robert Turner; * 1958), englischer Fußballspieler und -trainer
- Chris Turner (Fußballspieler, 1959) (Christopher M. Turner; * 1959), neuseeländischer Fußballspieler
- Chris Turner (Fußballspieler, 1960) (* 1960), kanadischer Fußballspieler
- Chris Turner (Baseballspieler) (Christopher Wan Turner; * 1969), US-amerikanischer Baseballspieler
- Chris Turner (Schauspieler) (Christopher Turner), kanadischer Schauspieler und Sprecher
- Chris Turner (Fußballspieler, 1987) (Christopher Turner; * 1987), nordirischer Fußballspieler
- Chris Turner (Fußballspieler, 1990) (Christopher Jack Michael Turner; * 1990), englischer Fußballspieler
- Chris Turner (Komiker), britischer Komiker und Rapper
- Christine Turner, US-amerikanische Dokumentarfilmerin
- Christopher J. Turner (1933–2014), britischer Kolonialverwaltungsbeamter und Wirtschaftsmanager
- Claramae Turner († 2013), US-amerikanische Opernsängerin
- Clarence W. Turner (1866–1939), US-amerikanischer Politiker
- Clorinda Matto de Turner (1854–1909), peruanische Schriftstellerin
- Cole Turner (* 2001), US-amerikanischer Fußballspieler
- Colin Turner († 2014), britischer Politiker
- Curtis Turner (1924–1970), US-amerikanischer Rennfahrer
- Cuthbert Turner (1860–1930), englischer Theologe, Philologe und Historiker
- Cynthia Turner (1932–2021), maltesische Pianistin

### D
- Dallas Turner (* 2003), US-amerikanischer American-Football-Spieler
- Daniel Turner (Politiker) (1796–1860), US-amerikanischer Politiker (North Carolina)
- Daniel Webster Turner (1877–1969), US-amerikanischer Politiker
- Daniel King-Turner (* 1984), neuseeländischer Tennisspieler
- Darren Turner (* 1974), britischer Automobilrennfahrer
- Dave Turner (Fußballspieler, 1943) (David John Turner; * 1943), englischer Fußballspieler
- Dave Turner (Fußballspieler, 1948) (David Turner; * 1949), englischer Fußballspieler
- Dave Turner (Schauspieler), britischer Schauspieler
- David Turner (Ruderer) (1923–2015), US-amerikanischer Ruderer
- David Turner (Politiker) (* 1944), kanadischer Politiker
- David Turner (Informatiker) (* 1946), britischer Informatiker
- Dawson Turner (1775–1858), britischer Botaniker, Bankier und Antiquar
- Dawson Turner (Rugbyspieler) (1846–1909), englischer Rugby-Union-Spieler
- Dawson Turner (Mediziner) (1857–1928), britischer Radiologe
- Dennis Turner, Baron Bilston (1942–2014), britischer Politiker (Labour Party, Co-operative Party)
- Dennis C. Turner (* 1948), schweizerisch-US-amerikanischer Biologe
- Don Turner (* vor 1960), US-amerikanischer Boxtrainer
- Donald Keith Turner (1895–1964), australischer Architekt
- Douglas Turner (Leichtathlet) (* 1966), walisischer Sprinter
- Douglas Turner (Ruderer) (1928–2018), US-amerikanischer Ruderer
- Douglas Turner (Tennisspieler) (1883–1959), US-amerikanischer Tennisspieler
- Douglas Laird Turner (* 1932), US-amerikanischer Ruderer und Olympiateilnehmer
- Dumitrița Turner (* 1964), rumänische Turnerin
- Dwayne Turner, britischer Comiczeichner

### E
- Edward Turner (Chemiker) (1798–1837), schottischer Chemiker
- Edward Turner (Erfinder) (1873–1903), britischer Erfinder und Kameramann
- Edward Turner (Fußballspieler) (fl. 1896), irischer Fußballspieler
- Edward Turner (Ingenieur) (1901–1973), britischer Ingenieur
- Edward C. Turner (1872–1950), US-amerikanischer Jurist und Politiker
- Edwin Turner (1912–1968), US-amerikanischer Mittelstreckenläufer
- Elizabeth Turner (Schauspielerin), Schauspielerin in italienischen Filmen
- Elizabeth Turner (Kanutin), US-amerikanische Kanutin
- Ellen Turner († 2015), US-amerikanische Philanthropin
- Elroy Turner (* 1951), Sprinter aus Antigua und Barbuda
- Emma Louisa Turner (1867–1940), britische Ornithologin und Autorin
- Erastus J. Turner (1846–1933), US-amerikanischer Politiker
- Eric Turner (Footballspieler) (1968–2000), US-amerikanischer American-Football-Spieler
- Eric Turner (Musiker) (* 1977), US-amerikanischer Singer-Songwriter
- Eric Gardner Turner (1911–1983), britischer Papyrologe
- Ethel Turner (1872–1958), australische Schriftstellerin
- Evan Turner (* 1988), US-amerikanischer Basketballspieler

### F
- Florence Turner (1885–1946), US-amerikanische Schauspielerin und Filmproduzentin
- Frances Turner (* 1992), neuseeländische Ruderin
- Francis John Turner (1904–1985), neuseeländischer Geologe und Petrologe
- Frank Turner (* 1981), britischer Musiker
- Fred L. Turner (1933–2013), US-amerikanischer Manager
- Frederick Jackson Turner (1861–1932), US-amerikanischer Historiker

### G
- Garth Turner (* 1949), kanadischer Politiker

- George Turner (Anthropologe) (1817–1891), britischer Missionar und Anthropologe
- George Turner (Politiker, 1850) (1850–1932), US-amerikanischer Politiker (Washington)
- George Turner (Radsportler), Turner (1915–1965), kanadischer Radrennfahrer
- George Turner (Rugbyspieler, 1855) (1855–1941), englischer Rugbyspieler
- George Turner (Cricketspieler) (1858–1927), neuseeländischer Cricketspieler
- George Grey Turner (1877–1951), englischer Chirurg
- George Turner (1914–2007), britischer Theaterautor, Theaterregisseur und Journalist, siehe George Tabori
- George Turner (Schriftsteller) (1916–1997), australischer Schriftsteller
- George Turner (Politiker, 1935) (* 1935), deutscher Jurist und Wissenschaftspolitiker
- George Turner (Rugbyspieler, 1992) (* 1992), schottischer Rugbyspieler
- George P. Turner, neuseeländischer Rugby-League-Spieler
- George H. Turner, neuseeländischer Rugby-League-Spieler
- Gil Turner (1930–1996), US-amerikanischer Boxer
- Glenn Turner (Cricketspieler) (* 1947), neuseeländischer Cricketspieler
- Glenn Turner (Bobfahrer) (* 1964), australischer Bobfahrer
- Glenn Turner (Hockeyspieler) (* 1984), australischer Hockeyspieler
- Grant Turner (Golfspieler, 1900) (1900–??), englischer Golfspieler
- Grant Turner (Moderator) (1912–1991), US-amerikanischer DJ und Radiomoderator
- Grant Turner (Golfspieler, 1957) (* 1957), englischer Golfspieler
- Grant Turner (Fußballspieler) (* 1958), neuseeländischer Fußballspieler
- Grant Turner (Schwimmer) (Grant James Turner; * 1989), britischer Schwimmer
- Grenville Turner (1936–2024), britischer Kosmo- und Geochemiker
- Guinevere Turner (* 1968), US-amerikanische Schauspielerin

### H
- Hans Turner (vor 1504–nach 1511), Schweizer Bildhauer
- Harald Turner (1891–1947), deutscher Jurist und Politiker (NSDAP)
- Henry Ashby Turner (1932–2008), US-amerikanischer Historiker
- Henry Gray Turner (1839–1904), US-amerikanischer Politiker
- Henry Hubert Turner (1892–1970), US-amerikanischer Mediziner und Endokrinologe
- Herbert H. Turner (1861–1930), britischer Astronom und Seismologe

### I
- Iain Turner (* 1984), schottischer Fußballspieler
- Ian Turner (Aktivist) (1922–1978), australischer politischer Aktivist
- Ian Turner (Ruderer) (1925–2010), US-amerikanischer Ruderer
- Ian Turner (Fußballspieler, 1953) (* 1953), englischer Fußballspieler
- Ian Turner (Cricketspieler) (* 1968), englischer Cricketspieler
- Ian Turner (Rugbyspieler) (* 1970), australischer Rugby-League-Spieler
- Ian Turner (Fußballspieler, 1989) (* 1989), irischer Fußballspieler
- Ike Turner (1931–2007), US-amerikanischer Musiker
- Imke Turner (* 1963), deutsche Sportlerin im Taekwondo
- Inez Turner (* 1972), jamaikanische Leichtathletin

### J
- Jack Turner (Fotograf) (1889–1989), kanadischer Fotograf
- Jack Turner (Rennfahrer) (1920–2004), US-amerikanischer Autorennfahrer
- Jack Turner (Musiker) (The Singing River Boy; * 1921), US-amerikanischer Hillbilly-Musiker
- James Turner (Politiker, 1766) (1766–1824), US-amerikanischer Politiker (North Carolina)
- James Turner (Politiker, 1783) (1783–1861), US-amerikanischer Politiker (Maryland)
- James Turner (Politiker, 1826) (1826–1889), kanadischer Politiker (Ontario)
- James Turner (Fußballspieler) (1898–1973), englischer Fußballspieler
- James Turner (Autor) (1909–1975), englischer Horror-Schriftsteller und -Herausgeber
- James Turner (Tennisspieler) (* 1965), britischer Tennisspieler
- James Turner, 1. Baron Netherthorpe (1908–1980)
- James Turner, 2. Baron Netherthorpe (1936–1982)
- James Turner, 3. Baron Netherthorpe (* 1964)
- Jan Turner (* 1944), australische Schwimmerin
- Jane Turner (Kunsthistorikerin) (Jane Shoaf Turner; * 1956), US-amerikanische Kunsthistorikerin
- Jane Turner (Sängerin) (* 1960), britische Opernsängerin (Mezzosopran)
- Jane Turner (Schauspielerin) (* 1960), australische Schauspielerin, Komikerin und Autorin
- Janine Turner (* 1962), US-amerikanische Schauspielerin
- Jared Turner (* 1978), australischer Schauspieler, Synchronsprecher und Drehbuchautor
- Jason Turner (* 1975), US-amerikanischer Sportschütze
- Jean Turner (* 1939), schottische Politikerin
- Jeff Turner (1940–2020), Schweizer Countrymusiker
- Jessica Turner (* 1995), britische Leichtathletin
- Jim Turner (Baseballspieler) (1903–1998), US-amerikanischer Baseballspieler
- Jim Turner (Footballspieler) (1941–2023), US-amerikanischer American-Football-Spieler
- Jim Turner (Verleger) (1945–1999), US-amerikanischer Verleger und Herausgeber
- Jim Turner (Politiker) (* 1946), US-amerikanischer Politiker
- Jim Turner (Schauspieler) (* 1952), US-amerikanischer Schauspieler
- Joan Alison Turner (1927–2023), britisch-chilenische Tänzerin und Aktivistin, siehe Joan Jara
- Jock Turner (1943–1992), schottischer Rugby-Union-Spieler
- Jodie Turner-Smith (* 1986), britische Schauspielerin und Model
- Joe Turner (Jazzpianist) (1907–1990), US-amerikanischer Jazz-Pianist und Sänger
- Joe Turner (Eishockeyspieler) (1919–1945), kanadischer Eishockeytorwart
- Joe Lynn Turner (* 1951), US-amerikanischer Rockmusiker
- Joel Turner (* um 1820–1888), US-amerikanischer Politiker
- John Turner (Fußballspieler, 1898) (1898–1978), englischer Fußballtorwart
- John Turner (Fußballspieler, 1913) (1913–1979), englischer Fußballspieler
- John Turner (Fußballspieler, 1915) (1915–1985), englischer Fußballspieler
- John Turner (1929–2020), kanadischer Politiker
- John Turner (Fußballspieler, 1954) (* 1954), englischer Fußballtorwart
- John Turner (Basketballspieler) (* 1967), amerikanischer Basketballspieler
- John Turner (Fußballspieler, 1986) (* 1986), englischer Fußballspieler
- John C. Turner (1947–2011), australischer Psychologe
- John Douglas Turner (1938–2019), US-amerikanischer Religionswissenschaftler
- John F. Charlewood Turner (1927–2023), britischer Architekt und Stadtplaner
- John Herbert Turner (1834–1923), kanadischer Politiker
- John Kenneth Turner (1879–1948), US-amerikanischer Journalist
- Joseph Turner (Politiker) (vor 1812–1874), US-amerikanischer Politiker
- Joseph Mallord William Turner (1775–1851), englischer Maler, siehe William Turner
- Josh Turner (* 1977), US-amerikanischer Countrysänger
- Joshua Lee Turner (* 1992), amerikanischer Sänger und Songwriter, Multi-Instrumentalist und YouTuber
- Joshua Philip Turner (1897–1949), britischer Autorennfahrer
- Josiah Turner junior (1821–1901), US-amerikanischer Jurist, Zeitungsmann und Politiker
- Judy Turner (1936–2019), britische Schriftstellerin
- Julius C. Turner (1881–1948), deutscher Graphiker und Radierer sowie Gymnastiklehrer
- Justin Turner (* 1984), amerikanischer Baseballspieler

### K
- Karri Turner (* 1966), US-amerikanische Schauspielerin
- Kathleen Turner (* 1954), US-amerikanische Schauspielerin
- Ken Turner (* 1933), australischer Badmintonspieler
- Kieran Turner († 2024), US-amerikanischer Dokumentarfilmer
- Kim Turner (* 1961), US-amerikanische Leichtathletin
- Kristopher Turner (* 1980), kanadischer Schauspieler
- Kyle Turner (Rugbyspieler) (1992–2023), australischer Rugbyspieler
- Kyle Turner (Fußballspieler) (* 1997), schottischer Fußballspieler

### L
- Lacey Turner (1988), britische Schauspielerin
- Lana Turner (1921–1995), US-amerikanische Schauspielerin
- Laura Turner (* 1982), britische Leichtathletin
- Leigh Turner (* 1958), britischer Diplomat
- Lesley Turner (* 1942), australische Tennisspielerin
- Lynn Turner (* 1941), US-amerikanische Harfenistin

### M
- M. Jonathan Turner (1915–1995), US-amerikanischer Ingenieur
- Mae Turner (1908–1999), US-amerikanische Schauspielerin
- Margaret Turner-Warwick (1924–2017), britische Medizinerin und Hochschullehrerin
- Mark Turner (* 1965), US-amerikanischer Saxophonist
- Martyn Turner (* 1969), englischer Dartspieler
- Matt Turner (Musiker) (Matthew L. Turner; * 1966), US-amerikanischer Musiker
- Matt Turner (Rennfahrer) (* 1972), US-amerikanischer Automobilrennfahrer
- Matt Turner (Fußballspieler) (Matthew Charles Turner; * 1994), US-amerikanischer Fußballtorhüter
- Matthew Turner (Kapitän) (1825–1909), US-amerikanischer Kapitän und Schiffbauer
- Matthew Turner (Schachspieler) (* 1975), schottischer Schachspieler
- Mauree Turner (* 1993), amerikanische Aktivistin und Politikerin
- Max Turner (* 1947), britischer Neutestamentler
- Michael Turner (Schauspieler) (1921–2012), südafrikanischer Schauspieler in Großbritannien
- Michael Ray „Mike“ Turner (* 1960), US-amerikanischer Politiker
- Michael Turner (Schriftsteller) (* 1962), kanadischer Schriftsteller und Musiker
- Michael Turner (Comiczeichner) (1971–2008), US-amerikanischer Comiczeichner
- Michael Turner (Footballspieler) (* 1982), US-amerikanischer American-Football-Spieler
- Michael Turner (Fußballspieler) (* 1983), englischer Fußballspieler
- Michael S. Turner (* 1949), US-amerikanischer Astrophysiker
- Mike Turner (* 1960), US-amerikanischer Politiker
- Mike Turner (Cricketspieler) († 2015), englischer Cricketspieler
- Millie Turner (* 1996), englische Fußballspielerin
- Minnie Turner (1866–1948), englisch-britische Suffragette
- Monica G. Turner, US-amerikanische Landschaftsökologin
- Morgan Turner (* 1999), US-amerikanische Schauspielerin
- Morrie Turner († 2014), US-amerikanischer Comiczeichner
- Muriel Turner, Baroness Turner of Camden (1927–2018), britische Politikerin
- Myles Turner (* 1996), US-amerikanischer Basketballspieler

### N
- Nancy Turner (* 1947), kanadische Ethnobiologin und Hochschullehrerin
- Nat Turner (1800–1831), US-amerikanischer Sklavenanführer
- Nik Turner (1940–2022), britischer Saxophonist, Sänger, Songwriter, Produzent
- Nina Turner (* 1967), US-amerikanische Politikerin (Demokratische Partei)
- Noel Turner (* 1974), maltesischer Fußballspieler

### O
- Oscar Turner (Politiker, 1825) (1825–1896), amerikanischer Politiker
- Oscar Turner (Politiker, 1867) (1867–1902), amerikanischer Politiker
- Othar Turner (1908–2003), US-amerikanischer Blues-Musiker

### P
- Patrick Turner (* 1961), kanadischer Ruderer
- Paul Turner (1945–2019), britischer Filmregisseur
- Payton Turner (* 1999), US-amerikanischer American-Football-Spieler
- Pete Turner (Fotograf) (1934–2017), US-amerikanischer Fotograf
- Pete Turner, britischer Bassist, Mitglied von Elbow (Band)
- Peter Turner (Mediziner) (1542–1614), englischer Arzt
- Peter Turner (Mathematiker) (1586–1652), englischer Mathematiker
- Pierce Turner (* 1956), irischer Singer-Songwriter

### R
- Ralph Herbert Turner (1919–2014), US-amerikanischer Soziologe
- Rich Turner, US-amerikanischer Schauspieler
- Richard Turner (Reformer) († 1565?), englischer protestantischer Reformer
- Richard Turner (Eisengießer) (1798–1881), irischer Eisengießer
- Richard Turner (Politiker) (1843–1917), kanadischer Kaufmann und Politiker
- Richard Turner (Fußballspieler, 1882) (1882–1960), englischer Fußballspieler
- Richard Turner (Fußballspieler, 1918) (1918–??), englischer Fußballspieler
- Richard Turner (1942–1978), südafrikanischer Philosoph, siehe Rick Turner
- Richard Turner (Footballspieler) (* 1959), US-amerikanischer Footballspieler
- Richard Turner (Musiker) (1984–2011), britischer Jazztrompeter
- Richard Baldwin Turner (1916–1971), US-amerikanischer Chemiker
- Richard G. Turner, Jr. (* 1946), US-amerikanischer Landschaftsarchitekt und Gartenbaufachmann
- Richmond K. Turner (1885–1961), US-amerikanischer Admiral
- Rick Turner (1941–1978), südafrikanischer Philosoph
- Robert Turner (Theologe) (um 1540–1599), englischer Theologe
- Robert Turner (Übersetzer) (Philomathus; 1619/1620–nach 1664), englischer Übersetzer
- Robert Turner (Bahai) (1855–1909), US-amerikanischer Bahai
- Robert Turner (Künstler) (Robert Chapman Turner; 1913–2005), US-amerikanischer Keramikkünstler
- Robert Turner (Komponist) (1920–2012), kanadischer Komponist und Musikpädagoge
- Robert Turner (Mediziner) (Robert Charles Turner; 1938–1999), britischer Diabetologe
- Robert Turner (Physiker) (* 1947), US-amerikanischer Physiker
- Robert Turner (Footballspieler, 1954) (* 1954), US-amerikanischer American-Football-Spieler
- Robert Turner (Pokerspieler), US-amerikanischer Pokerspieler
- Robert Turner (Footballspieler, 1984) (* 1984), US-amerikanischer American-Football-Spieler
- Rodney Turner (1909–1995), britischer Autorennfahrer
- Roger Turner (Eiskunstläufer) (1901–1993), US-amerikanischer Eiskunstläufer
- Roger Turner (Musiker) (* 1946), britischer Schlagzeuger
- Roy J. Turner (1894–1973), US-amerikanischer Politiker
- Ruby Turner (* 1958), jamaikanische Sängerin, Songwriterin und Schauspielerin
- Ruby Rose Turner (* 2005), US-amerikanische Schauspielerin, Sängerin und Tänzerin sowie Model und Influencerin

### S
- Sammy Turner (* 1932), US-amerikanischer Sänger
- Samuel Turner (1759–1802), britischer Offizier der Ostindischen Kompanie
- Samuel Turner (1869–1929), englischer Bergsteiger
- Scott Turner (Songwriter) (1931–2009), US-amerikanischer Songwriter und Musikproduzent
- Scott Turner (Politiker) (* 1972), US-amerikanischer Unternehmer, Politiker und American-Football-Spieler
- Sebastian Turner (* 1966), deutscher Unternehmer und Werbetexter
- Sheldon Turner, US-amerikanischer Drehbuchautor und Fernsehproduzent
- Smith S. Turner (1842–1898), US-amerikanischer Politiker
- Sophie Turner (* 1996), britische Schauspielerin
- Stansfield Turner (1923–2018), US-amerikanischer Admiral und Geheimdienstler
- Steve Turner (* 1965), US-amerikanischer Rockmusiker
- Sylvester Turner (1954–2025), US-amerikanischer Politiker

### T
- Ted Turner (* 1938), US-amerikanischer Medienunternehmer
- Ted Turner (Musiker) (* 1950), britischer Rockgitarrist
- Terry Turner (* 1948), US-amerikanischer Drehbuchautor, siehe Bonnie und Terry Turner
- Thomas Turner (Ingenieur) (1799–1866), englischer Ingenieur
- Thomas Turner (Politiker) (1821–1900), US-amerikanischer Politiker
- Thomas Turner (Fußballspieler, 1858) (1858–1944), schottischer Fußballspieler
- Thomas Turner (Sportschütze) (* 1972), australischer Sportschütze
- Thomas Turner (Fußballspieler, 1998) (* 1998), österreichischer Fußballspieler
- Thomas G. Turner (1810–1875), US-amerikanischer Politiker
- Thomas J. Turner (1815–1874), US-amerikanischer Politiker
- Tina Turner (1939–2023), US-amerikanisch-schweizerische Sängerin und Schauspielerin
- Toby Joe Turner (* 1985), US-amerikanischer YouTuber, siehe Tobuscus
- Tommy Turner (* 1947), US-amerikanischer Sprinter
- Toya Turner (* 1990), jamaikanisch-US-amerikanische Theater- und Filmschauspielerin
- Trai Turner (* 1993), US-amerikanischer American-Football-Spieler
- Tyra Turner (* 1976), US-amerikanische Beachvolleyballspielerin
- Tyrin Turner (* 1971), US-amerikanischer Schauspieler

### V
- Vernon Turner (Leichtathlet) (* 1998), US-amerikanischer Leichtathlet
- Vernon George Turner (* 1926), kanadischer Diplomat
- Vickery Turner (1945–2006), britische Schauspielerin
- Victor Turner (1920–1983), schottischer Anthropologe

### W
- Walter J. Turner (1889–1946), australischer Schriftsteller
- Wilfred D. Turner (1855–1933), US-amerikanischer Politiker
- Willard H. Turner (1903–1979), US-amerikanischer Filmtechniker
- William Turner (Naturforscher) (um 1510–1568), englischer Naturforscher
- William Turner (Sänger) (1651–1740), englischer Sänger (Tenor) und Komponist
- William Turner (1775–1851), britischer Maler
- William Turner of Oxford (1789–1862), britischer Maler
- William Turner (Diplomat) (1792–1867), britischer Diplomat
- William Turner (Bischof, 1799) (1799–1872), englischer Geistlicher, Bischof von Salford
- William Turner (Mediziner) (1832–1916), britischer Anatom
- William Turner (Bischof, 1844) (1844–1914), schottischer Geistlicher, Bischof von Galloway
- William Turner (Fußballspieler) (1866–1941), irischer Fußballspieler
- William Turner (Bischof, 1871) (1871–1936), irisch-amerikanischer Geistlicher, Bischof von Buffalo
- William Thomas Turner (1856–1933), britischer Kapitän
- William Ralph Turner (1920–2013), britischer Maler
- Willie Turner (Fußballspieler) (William Martin Muir Turner; 1864–1936), schottischer Fußballspieler
- Willie Turner (Leichtathlet) (* 1948), US-amerikanischer Sprinter

### Y
- Yvonne Turner (* 1987), US-amerikanische Basketballspielerin

### Z
- Zara Turner (* 1968), britische Schauspielerin